# Antiga rectoria del poble de Dosquers
L'Antiga rectoria del poble de Dosquers és una obra de Maià de Montcal (Garrotxa) inclosa a l'Inventari del Patrimoni Arquitectònic de Catalunya.

## Descripció
Casa rectoral al costat de tramuntana de l'església romànica de Sant Martí de Dosquers. És de planta rectangular i ampli teulat a dues aigües amb les vessants vers les façanes laterals. Disposa de baixos, pis i golfes. Va ésser bastida amb pedra poc treballada del país, fent excepció dels carreus emprats per fer les obertures i les cantoners. Conserva un interessant ràfec amb les canaleres de teules vidriades de color verd i dibuixos geomètrics fets en vermell i blanc. A la façana de llevant hi ha una torre semicircular adossada als murs que possiblement servia de guaita. Una finestra de la façana de migdia conserva la data 1783.